# ستدان
شهر ستدان (به فرانسوی: Staden) در شهرستان رئزلر در استان فلاندری غربی در منطقه فلاندری در کشور بلژیک واقع شده‌است.